# Czesław Mikulski

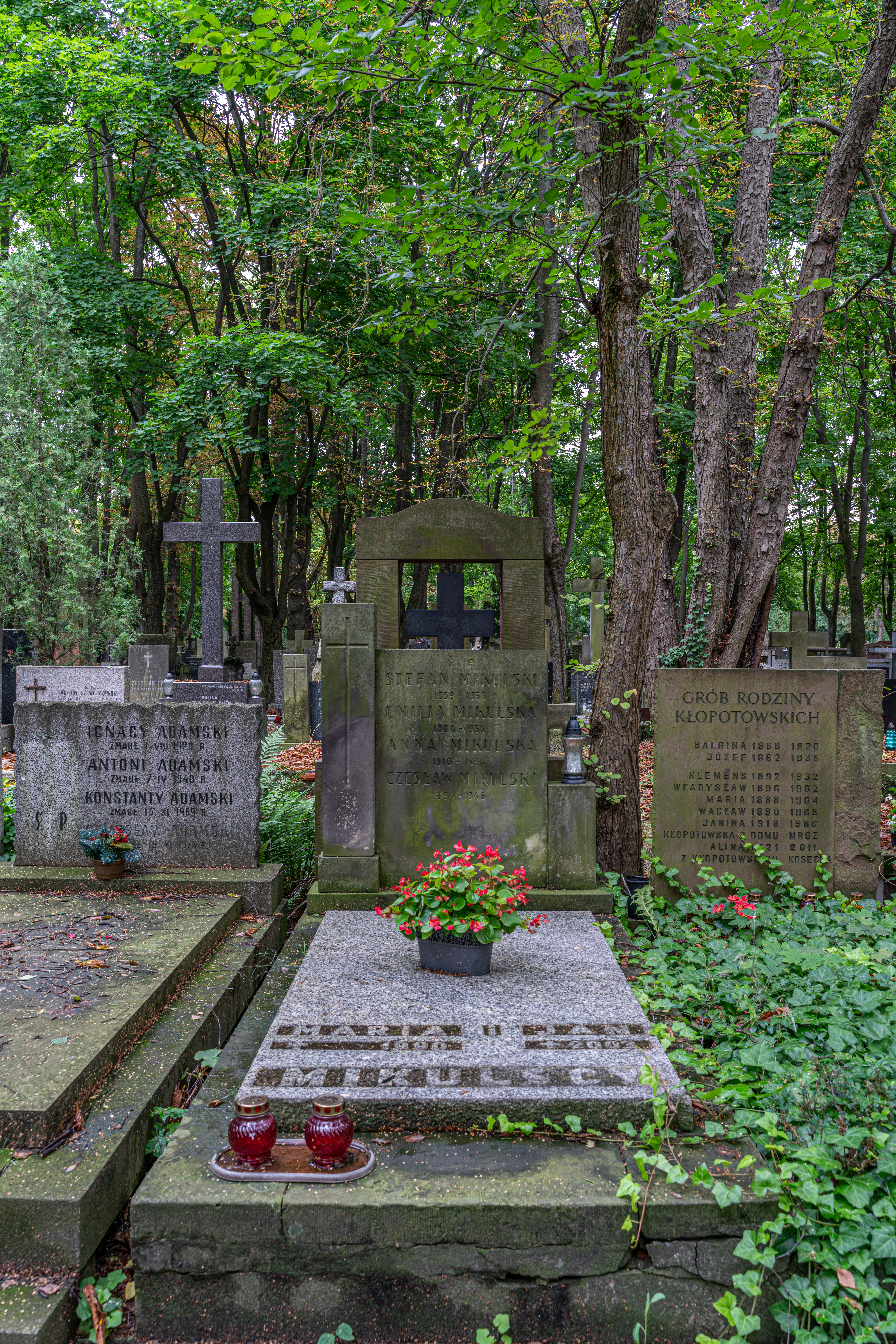
Grób Czesława Mikulskiego na cmentarzu Powązkowskim

Czesław Mikulski (ur. 1894 w Krasnym Borowym Kordonie w Rosji, zm. 1946) – wykładowca, z-ca profesora Politechniki Łódzkiej.

## Życiorys
Po studiach w Politechnice Ryskiej uzyskał w Moskwie stopień inżyniera mechanika w 1916 roku. Był redaktorem czasopism technicznych, w szczególności „Przeglądu Technicznego” i „Przeglądu Mechanicznego”. W Politechnice Łódzkiej pracował od 1 października 1945 roku na etacie zastępcy profesora w Katedrze Maszynoznawstwa Chemicznego na Wydziale Chemicznym będąc jej pierwszym kierownikiem.
Był autorem książki „Kotły parowe (wytwornice pary)” z 1952 roku z przedmową Bohdana Stefanowskiego oraz podręcznika dla inżynierów.
Był współzałożycielem i działaczem Stowarzyszenia Inżynierów i Techników Mechaników Polskich.
Pochowany na cmentarzu Powązkowskim w Warszawie (kwatera 215-6-16).

## Ordery i odznaczenia
- Złoty Krzyż Zasługi (19 marca 1937)[4]